# Huchon (poisson)
Saumon du Danube de l'allemand Donaulachs
Espèce
Statut de conservation UICN

 EN B2ab(ii,iii) : En danger
Le Huchon (Hucho hucho) ou saumon du Danube est un salmonidé d’eau douce du bassin du Danube, également appelé « poisson rouge » (Rotfisch) en Allemagne et Autriche (Donaulachs), « truite du Danube » en Bulgarie (Дунавска пъстърва) et « lostriță » en Roumanie. On le trouve dans les biotopes des cours d’eau où vivent les ombres et les barbeaux, notamment dans le Danube et dans ses nombreux affluents.

## Description
Le huchon a le corps long, de section est presque circulaire. Sur le dos rouge-brun se trouvent un grand nombre de taches sombres de la forme d’un X ou d’un quartier de lune. En moyenne ce poisson atteint 80 à 100 cm de long, pour un poids de 5 à 10 kg. Le plus gros huchon homologué fut pêché à Kellerberg en Autriche, au barrage de la Drave, affluent du Danube. Il pesait 52 kg et mesurait 1,6 m : c’était un record. La prise fut faite avec un appât artificiel appelé Huchenzopf : une brochette de lamproies fluviatiles Eudontomyzon danfordi.

## Écologie
Ce gros poisson qui vit uniquement en eau douce, fraie au mois d’avril, lorsque la température de l’eau est autour de 6 °C à 9 °C. Avant de frayer il doit faire un long chemin contre le courant du fleuve pour retrouver sa frayère. Dans un fond de gravier, la femelle fait une fosse dans laquelle elle dépose ses œufs. Le nombre d’œufs dépend du poids du poisson et est de l’ordre de 1 000 œufs par kg. Trente à trente-cinq jours après la fécondation par le mâle, les alevins sortent de l’œuf. Les jeunes huchons se nourrissent de larves et d’insectes qui vivent sur le fond ou tombent dans l’eau. Les huchons adultes chassent avant tout les autres poissons, mais aussi de petits vertébrés comme les souris lorsqu’elles nagent ou les jeunes canetons. Les huchons affectionnent les profonds trous d’eau.

## Élevage
L’élevage artificiel du huchon a une très grande importance du fait que la reproduction naturelle de ce poisson comestible apprécié ne reste possible que dans quelques eaux courantes. En effet, l’espèce est en voie de disparition en raison de la « régularisation » des rives, de l’extraction du gravier de ses frayères, de la pollution de l’eau et de la construction de barrages sans passages pour les huchons. Le remplacement des populations n’est plus suffisant pour conserver l’espèce. Pour l’élevage, peu de temps avant le frai, les huchons sont pêchés et placés dans des bassins spéciaux. Lorsque les alevins atteignent 4 à 10 cm ils sont lâchés dans leur élément. En raison de la rareté de ce poisson en Europe et de ses qualités gustatives, le Service Autrichien de la Protection de la Nature (Österreichischen Naturschutzbund) a nommé le huchon « poisson de l’année 2012 ». En Allemagne le huchon, uniquement présent dans les eaux du Danube et de son système fluvial, est protégé de début février à fin mars.

## Espèces proches
Il existe d’autres espèces de huchons en Asie centrale et en Extrême-Orient, en particulier le huchon de Bleeker (Hucho bleekeri), le huchon d’Ishikawa (Hucho ishikawae), le huchon de Perry (Parahucho perryi ou Hucho perryi) et le taïmen (Hucho taimen).